# Scoglio Isca
Lo scoglio Isca è un'isola della città metropolitana di Napoli, in Campania.

## Descrizione
Incluso nel comune di Massa Lubrense di fronte alla baia di Nerano e al fiordo di Crapolla, popolarmente detto Isolotto Isca, è conosciuto per essere luogo di riflessione e rifugio di Eduardo De Filippo, dove nei rari momenti di pausa lontani dalle tournée, il noto attore e drammaturgo trovò nella sua villa l'ispirazione per più di una commedia. Gli eredi di De Filippo hanno venduto nel 2021 l'isola agli imprenditori Giacomo Cinque e Riccardo Ruggiti per 10,5 milioni di euro, dopo il fallimento del tentativo dell'Ente Parco marino di Punta Campanella per l'acquisto in prelazione col Ministero della Transizione ecologica.
Presenti cavità naturali marine, come la "Grotta dell'Isca", posta sul versante sud del sito, tra i 7 e 15 m di profondità, in cui bellissime volte sono ricoperte da strati di Astroides e Parazoanthus, oltre a innumerevoli stalattiti.